# 位田家住宅
位田家住宅（いんでんけじゅうたく）は、東京都大田区田園調布三丁目に所在する、1930年（昭和5年）建築の歴史的建造物（民家）。
昭和初期の中流住宅の典型を示しており、田園調布地区の宅地形成を伝える和洋折衷を基調とする外観を伝えている。2005年（平成17年）に、国の登録有形文化財（建造物）に登録された。

## 文化財
登録有形文化財（建造物）
位田家住宅主屋
登録年月日:2005年（平成17年）2月9日、種別:住宅/建築物、登録基準:国土の歴史的景観に寄与しているもの。
年代:1930年（昭和5年）建築、木造2階建、瓦葺、建築面積142 m2。

## 交通
鉄道
 • 東急東横線 - 田園調布駅徒歩10分

## ギャラリー

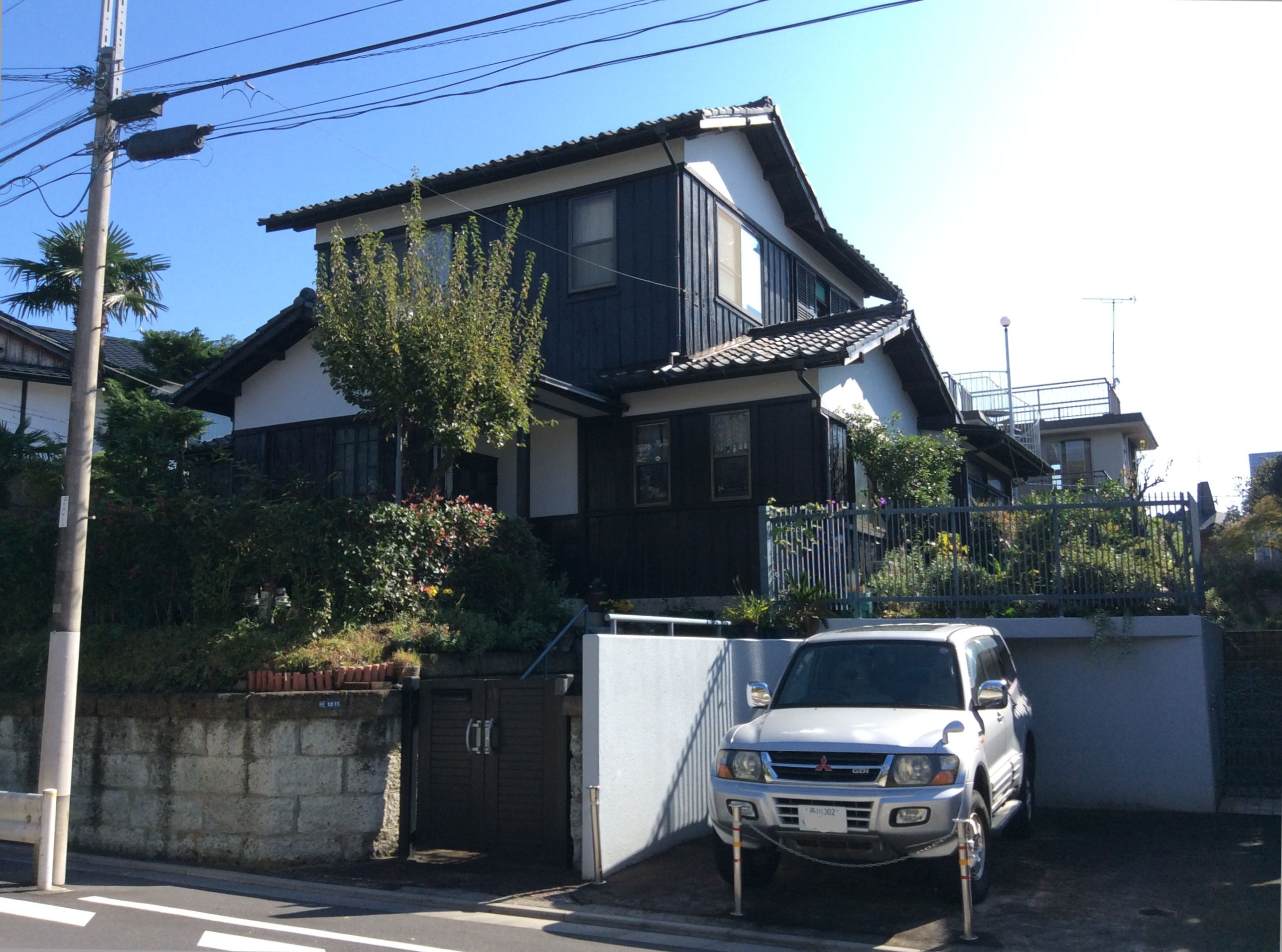
西側公道より外観を見る（2016年11月3日撮影）

## 関連文献
- 東京都教育庁地域教育支援部管理課編『東京都の近代和風建築 東京都近代和風建築総合調査報告書』「位田家住宅 主屋」2009年3月